# I diversi apparecchi col mezzo dei quali le orchidee vengono fecondate dagli insetti
I diversi apparecchi col mezzo dei quali le orchidee vengono fecondate dagli insetti (On the various contrivances by which British and foreign orchids are fertilised by insects) è un libro scritto da Charles Darwin, pubblicato il 15 maggio 1862. L'opera è un approfondimento delle ricerche di Darwin sulla riproduzione delle orchidee e sulla relazione tra le strutture sessuali di queste piante e gli insetti che le fertilizzano, con l'ipotesi che questa evoluzione sia attribuibile alla selezione naturale.
L'opera rappresenta un tassello cruciale nelle teorie evolutive di Darwin, esplorando le relazioni ecologiche e le dinamiche naturali che governano la riproduzione di piante e insetti, contribuendo alla comprensione dei meccanismi della selezione naturale.

## Storia
Darwin iniziò a lavorare su questo argomento già nel 1839, quando si interessò alla fecondazione incrociata dei fiori grazie all'aiuto degli insetti, e successivamente, nel 1841, leggendo il libro di C. K. Sprengel, Das entdeckte Geheimnis der Natur, approfondì ulteriormente il suo studio. Durante gli anni successivi, concentrò la sua attenzione sulla fertilizzazione delle orchidee britanniche, accumulando un vasto insieme di dati che culminarono nel libro del 1862.
Nella sua autobiografia scrive:
My resolve proved a wise one; for since the appearance of my book, a surprising number of papers and separate works on the fertilisation of all kinds of flowers have appeared; and these are far better done than I could possibly have effected. The merits of poor old Sprengel, so long overlooked, are now fully recognised many years after his death.»
La mia decisione si rivelò saggia; infatti, da quando è uscito il mio libro, è apparso un sorprendente numero di articoli e opere separate sulla fertilizzazione di ogni tipo di fiore; e questi sono molto meglio realizzati di quanto avrei mai potuto fare. I meriti del povero vecchio Sprengel, così a lungo trascurati, sono ora pienamente riconosciuti, molti anni dopo la sua morte.»

## Contenuto
L'analisi di Darwin riguardava la complessa interazione tra le orchidee e gli insetti impollinatori, evidenziando come le peculiarità delle orchidee fossero il risultato di un'evoluzione naturale guidata dalla selezione naturale. Il libro, sebbene oggi riconosciuto come un contributo fondamentale alla biologia evolutiva, non ebbe un grande successo commerciale al momento della pubblicazione, vendendo solo circa 6.000 copie entro la fine del XIX secolo.

Selezione di illustrazioni dell'opera
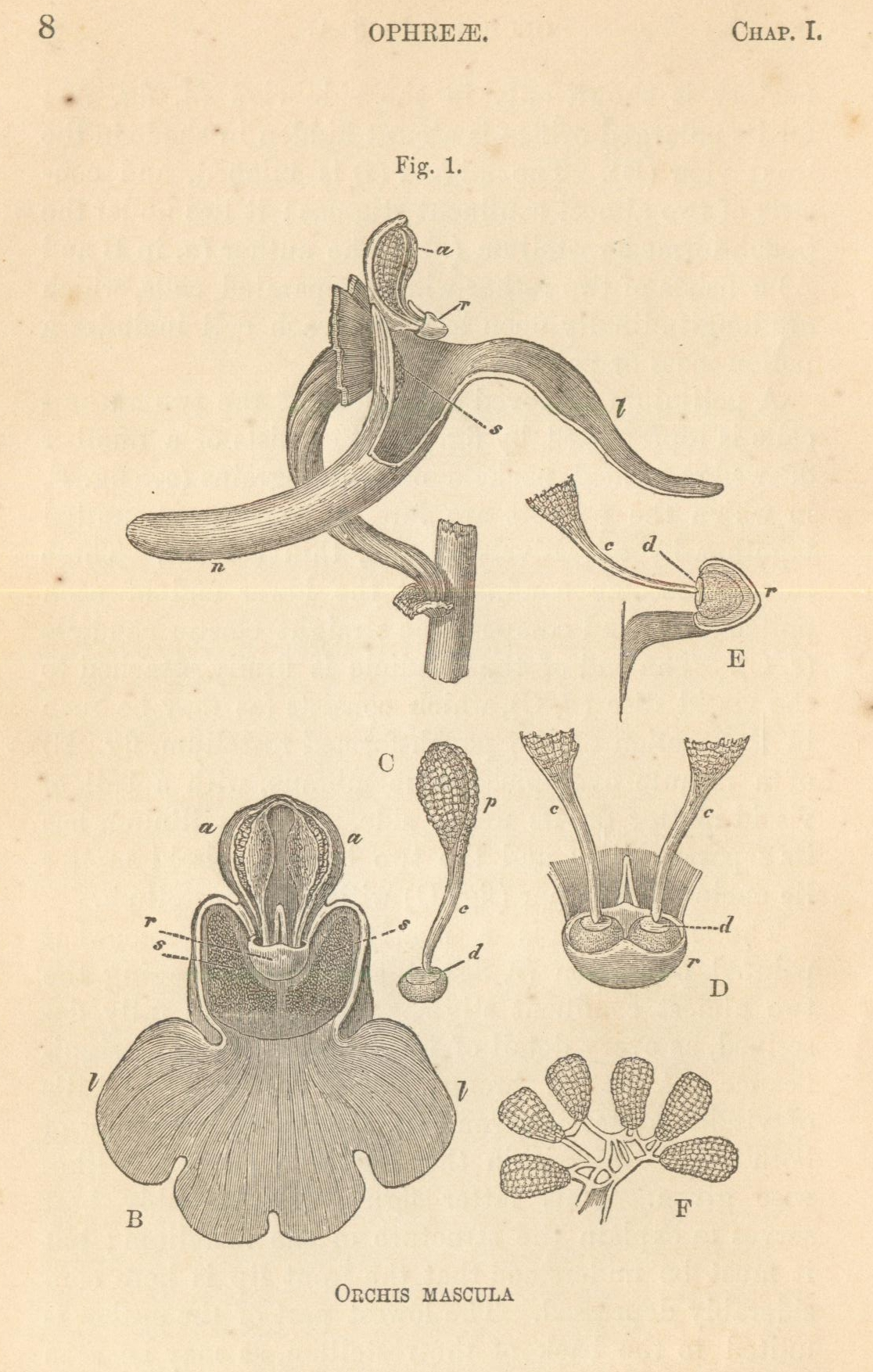
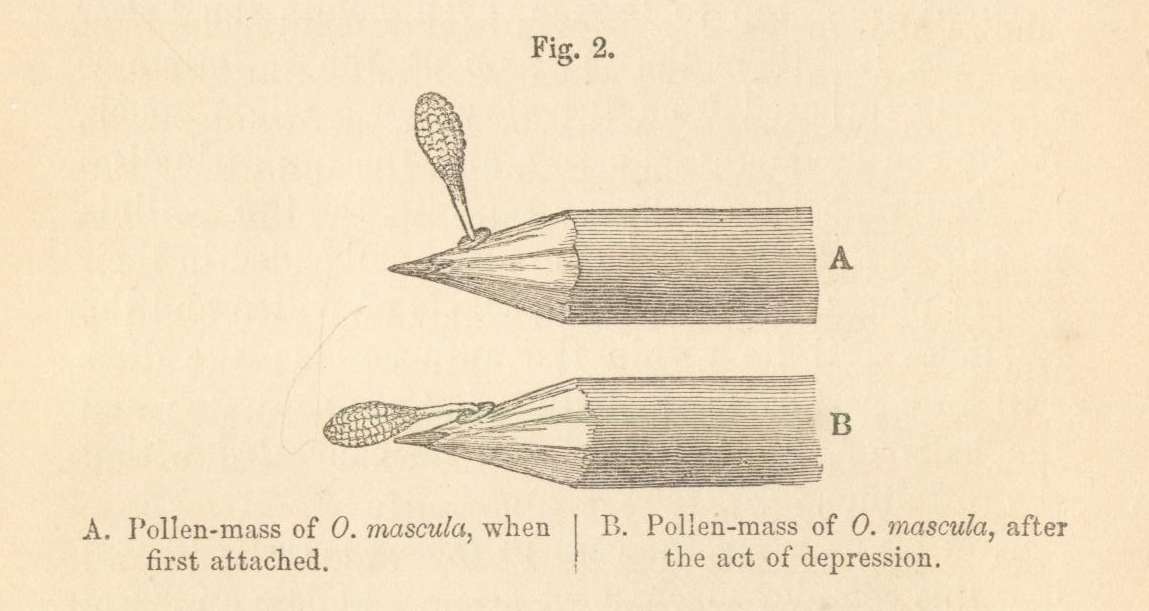
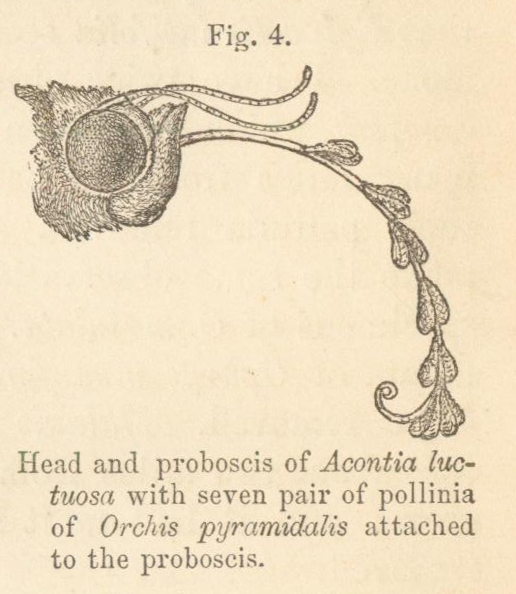
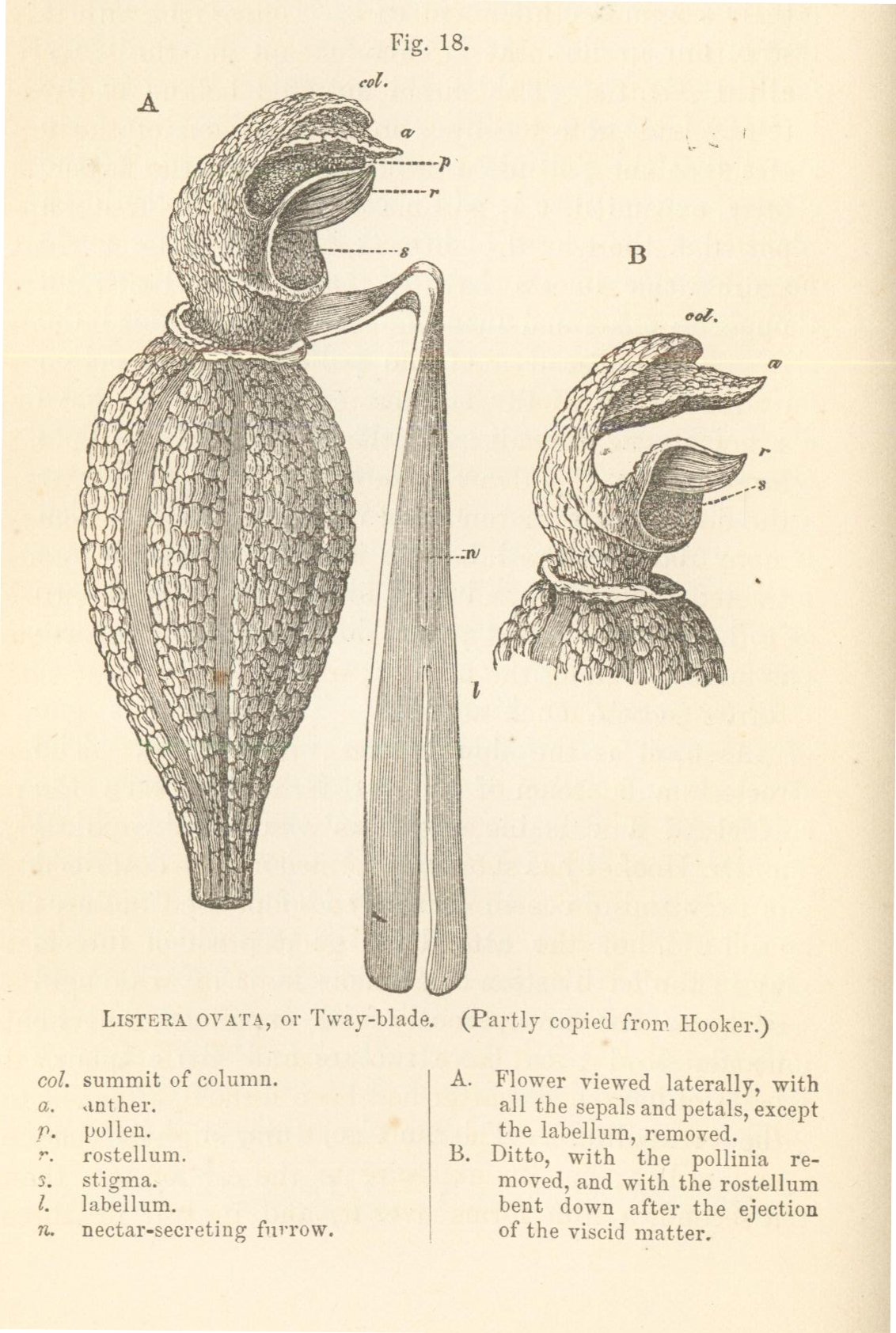
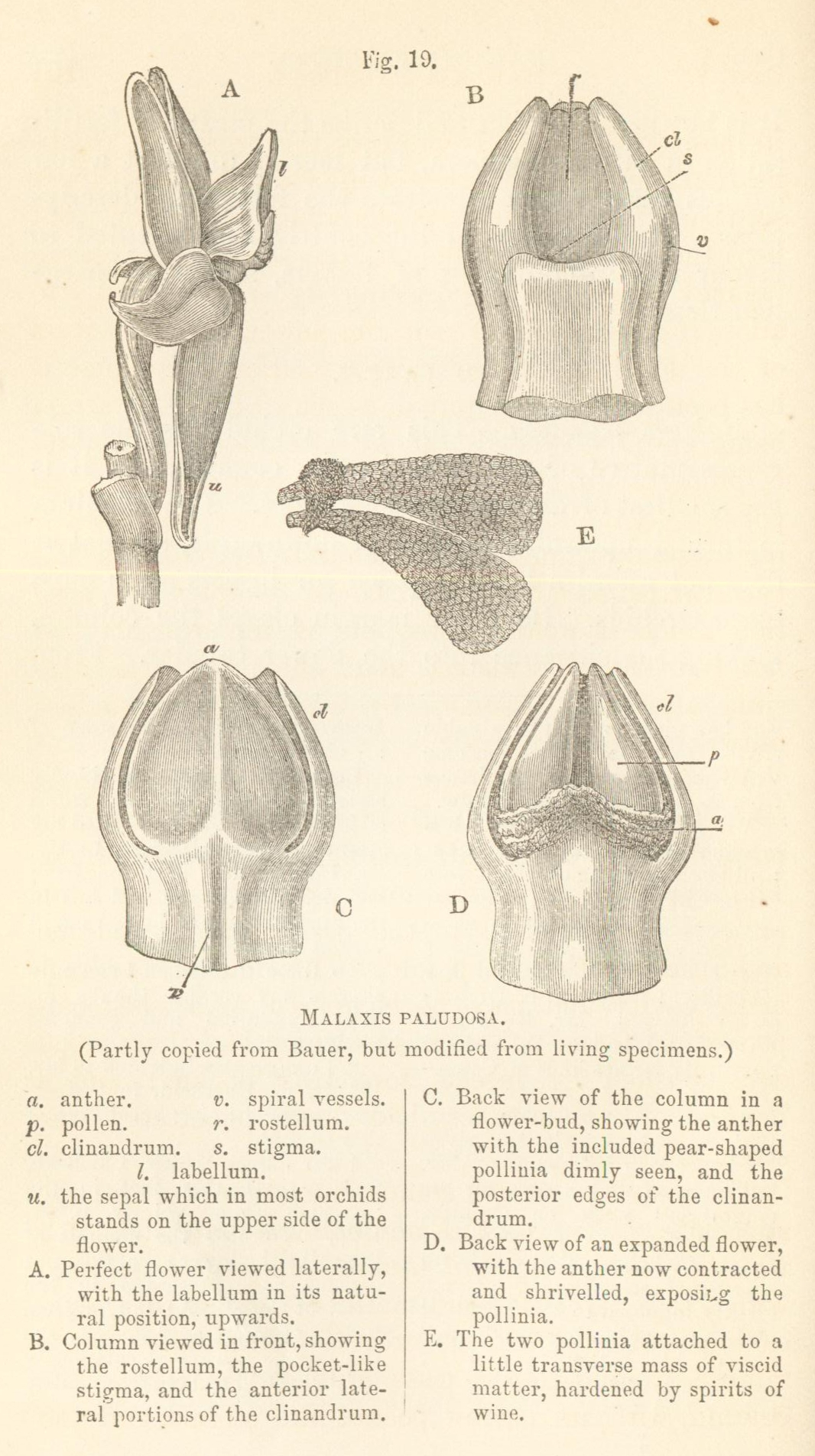
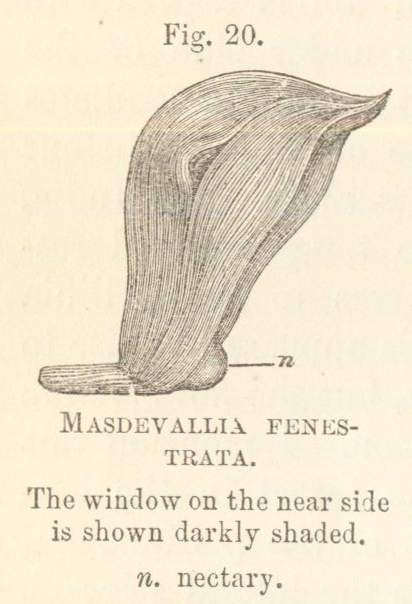
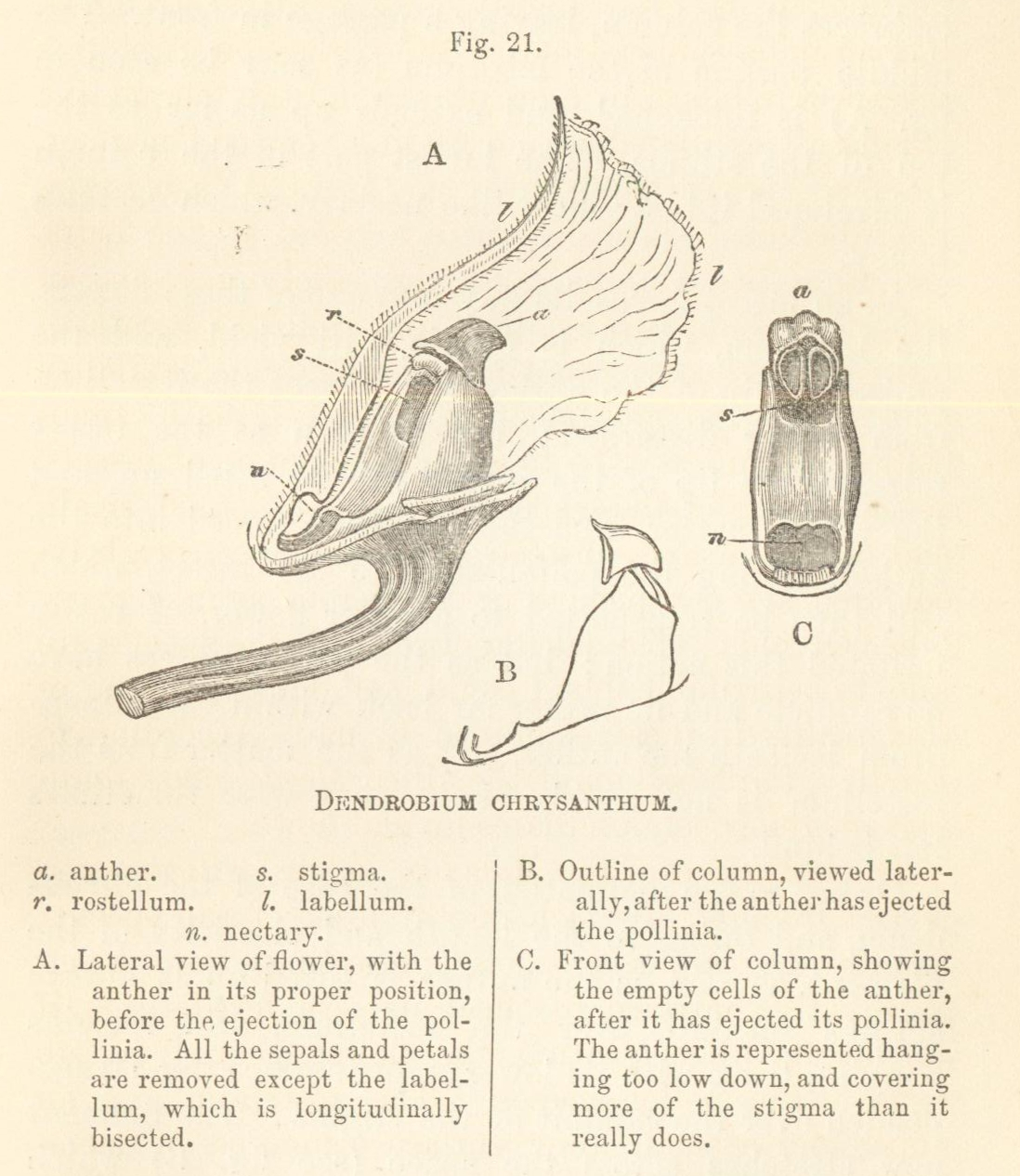
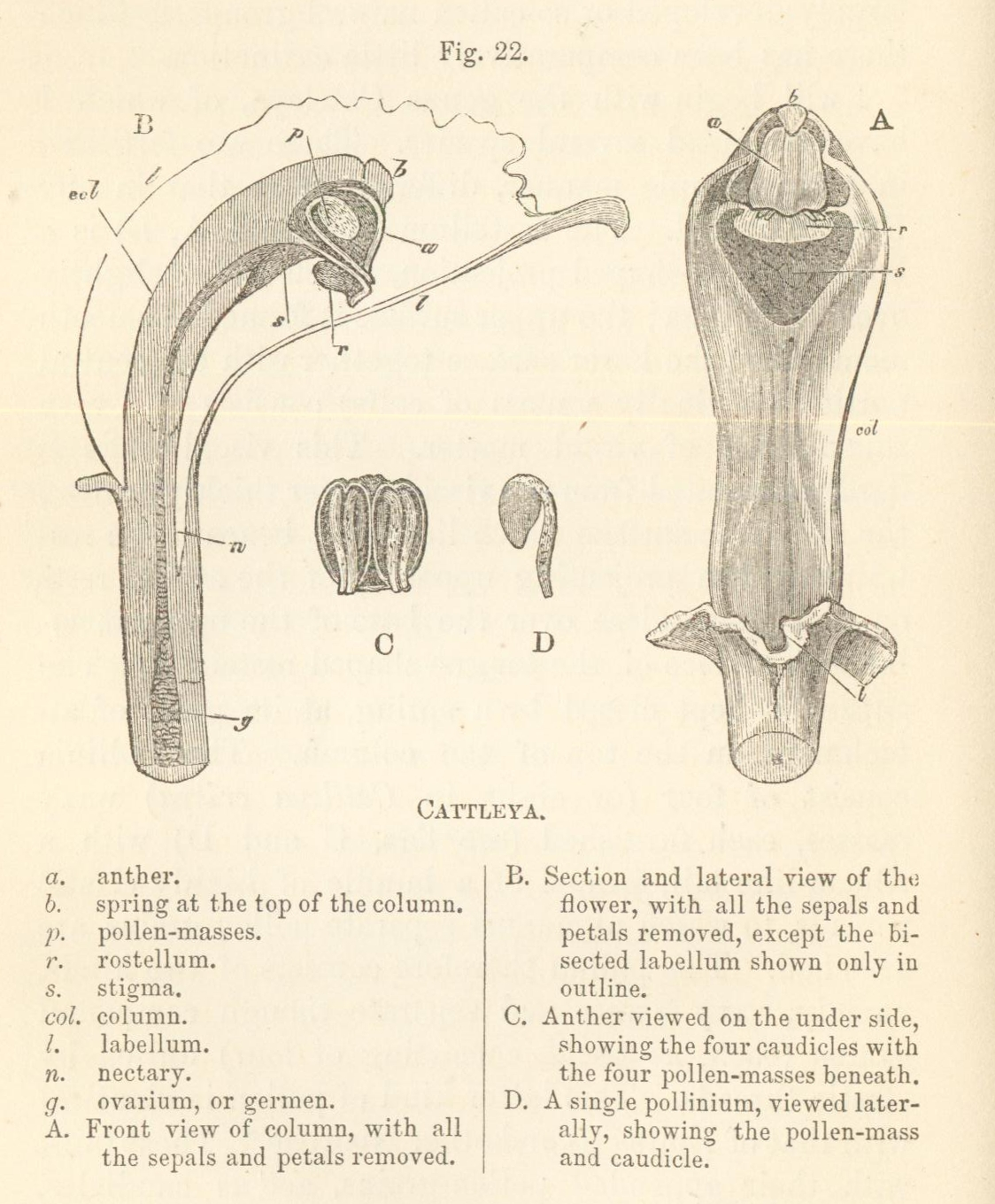
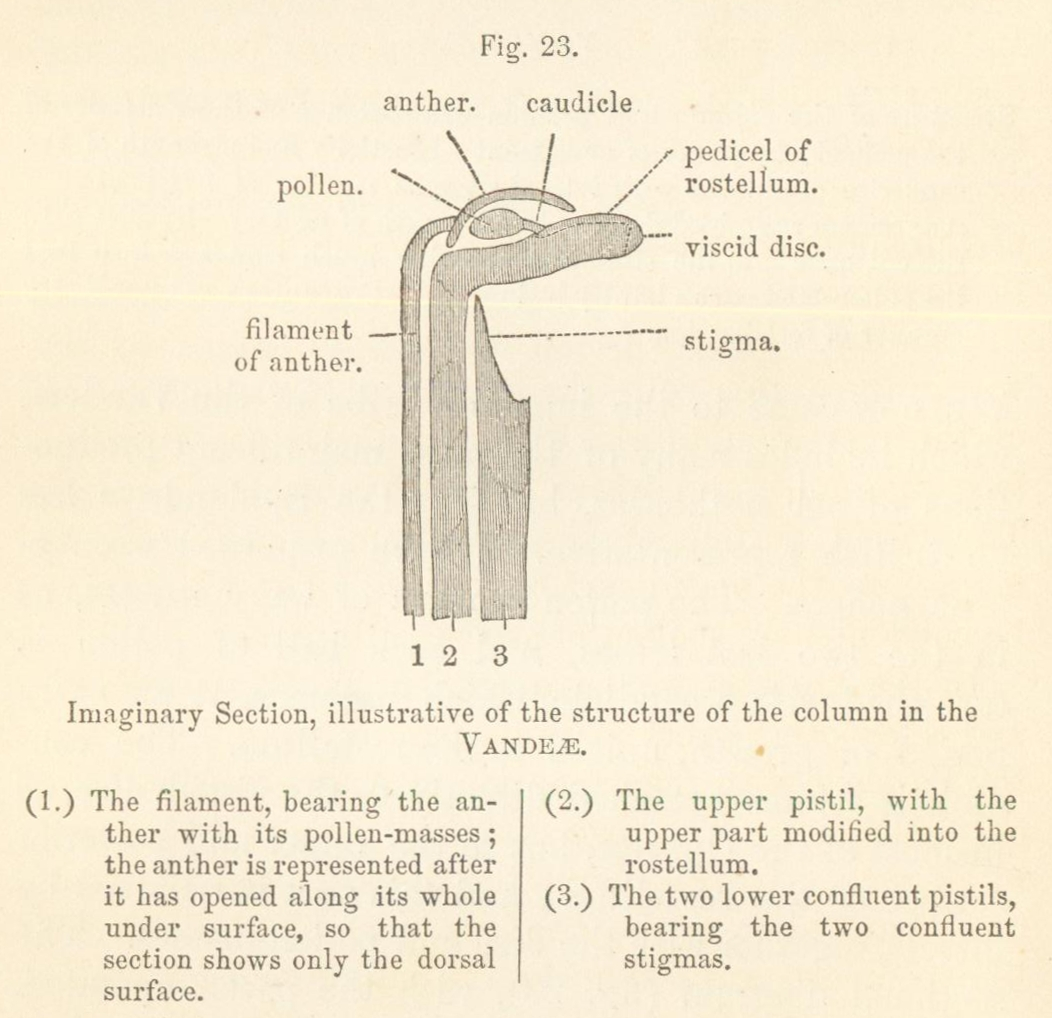
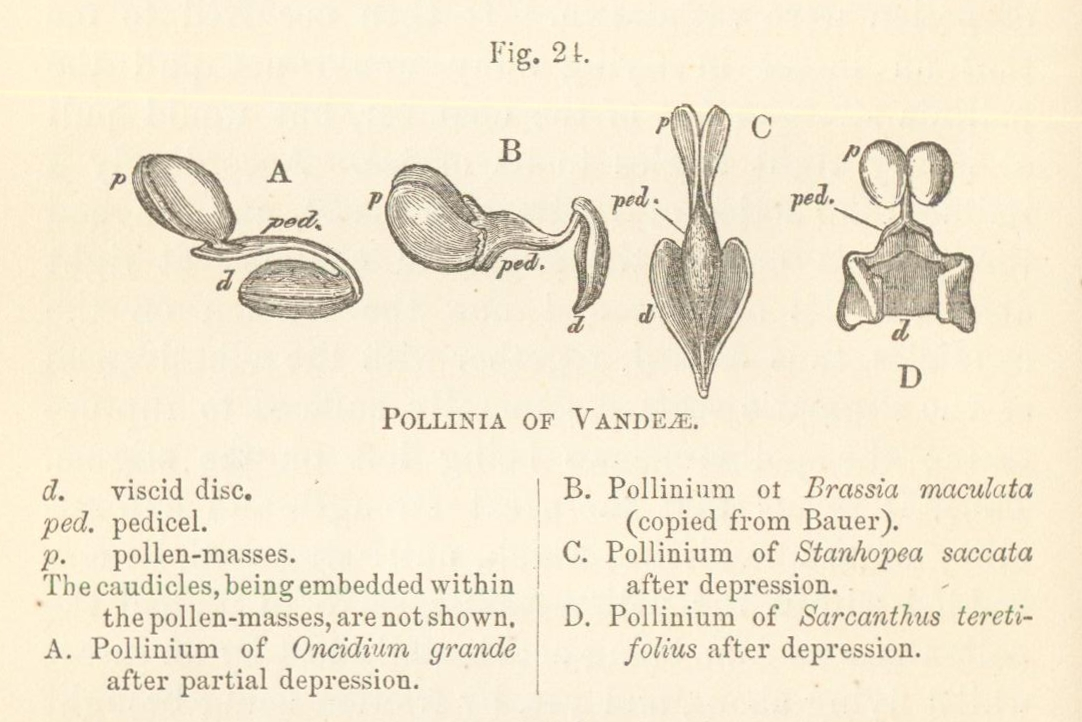
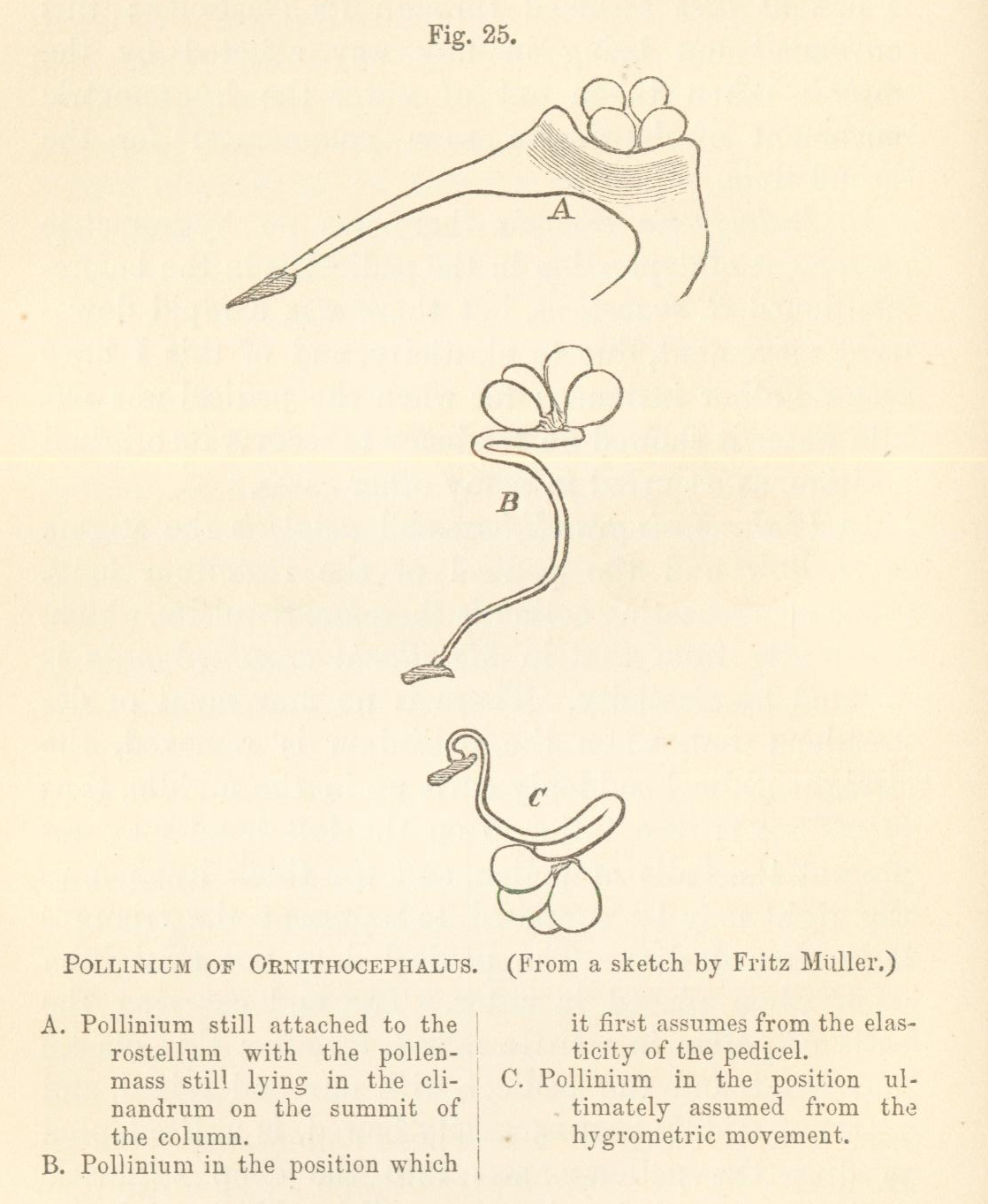
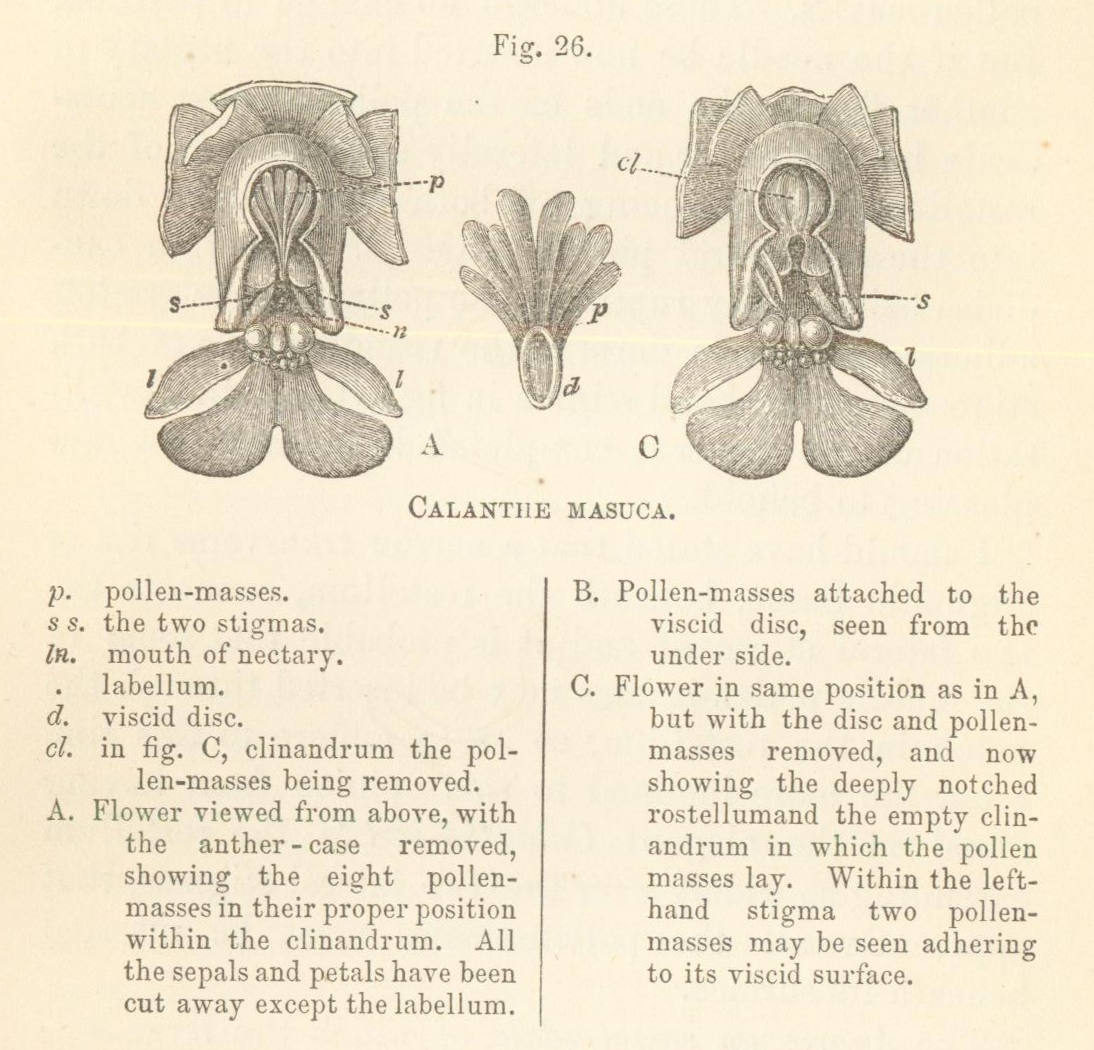
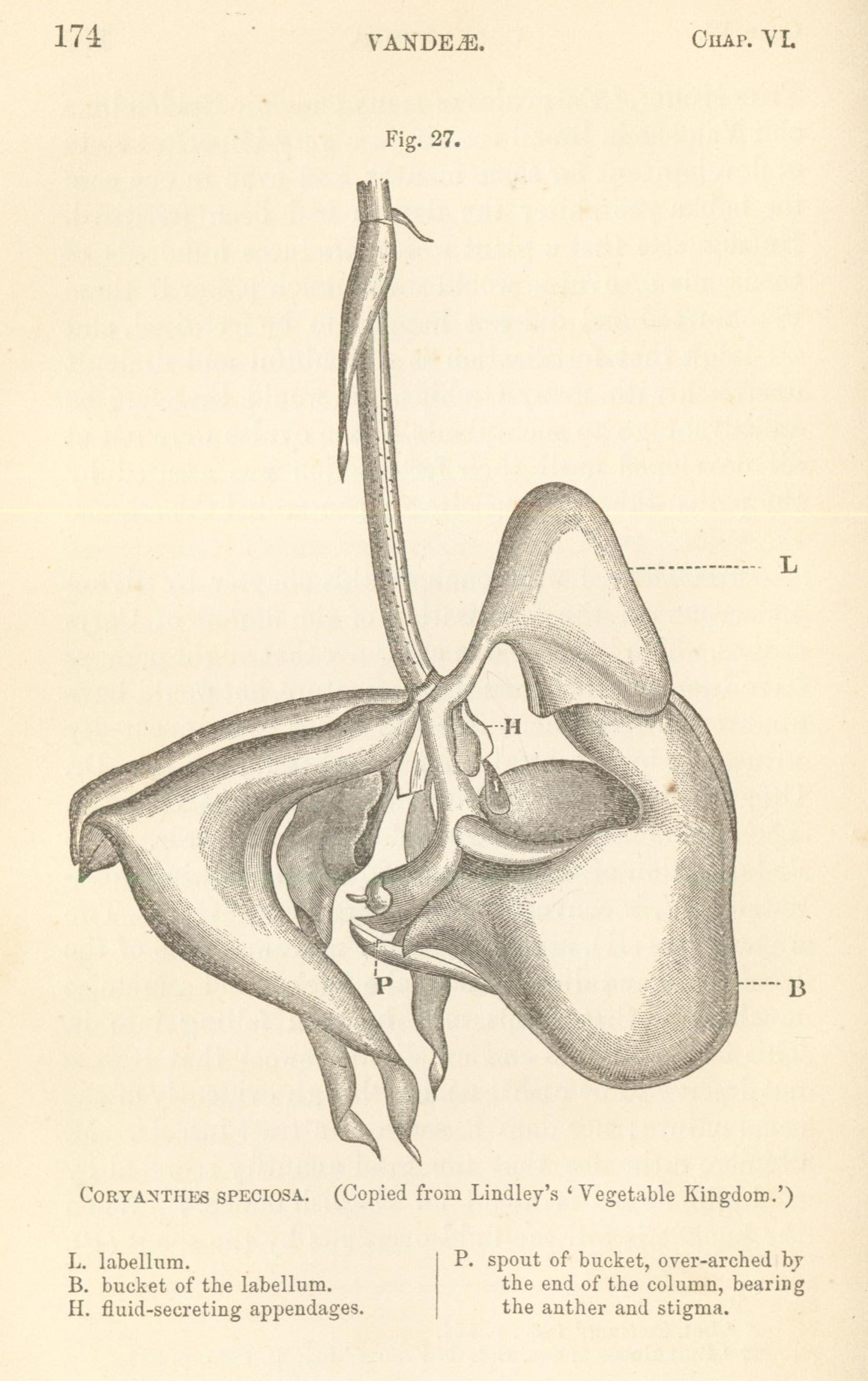
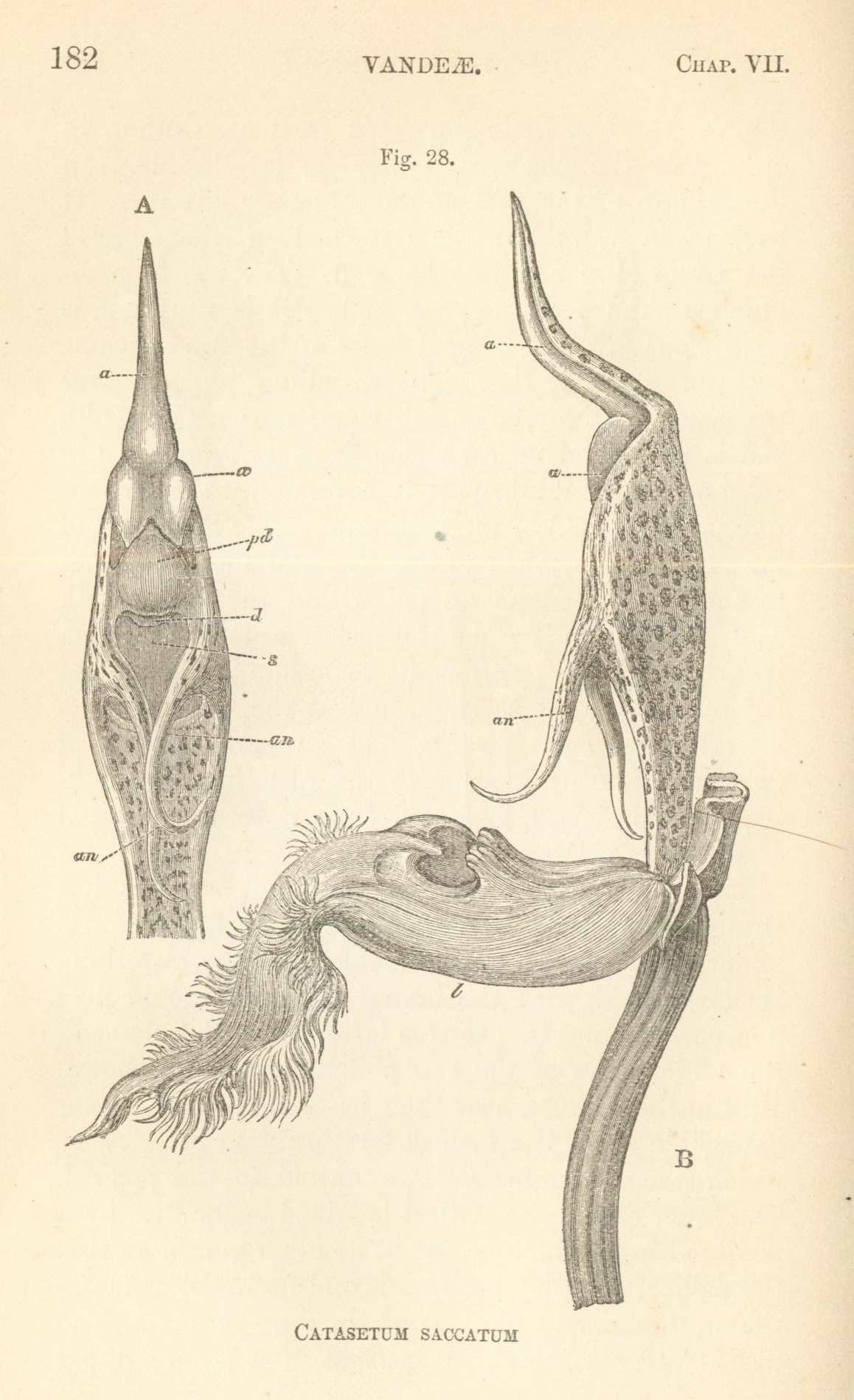
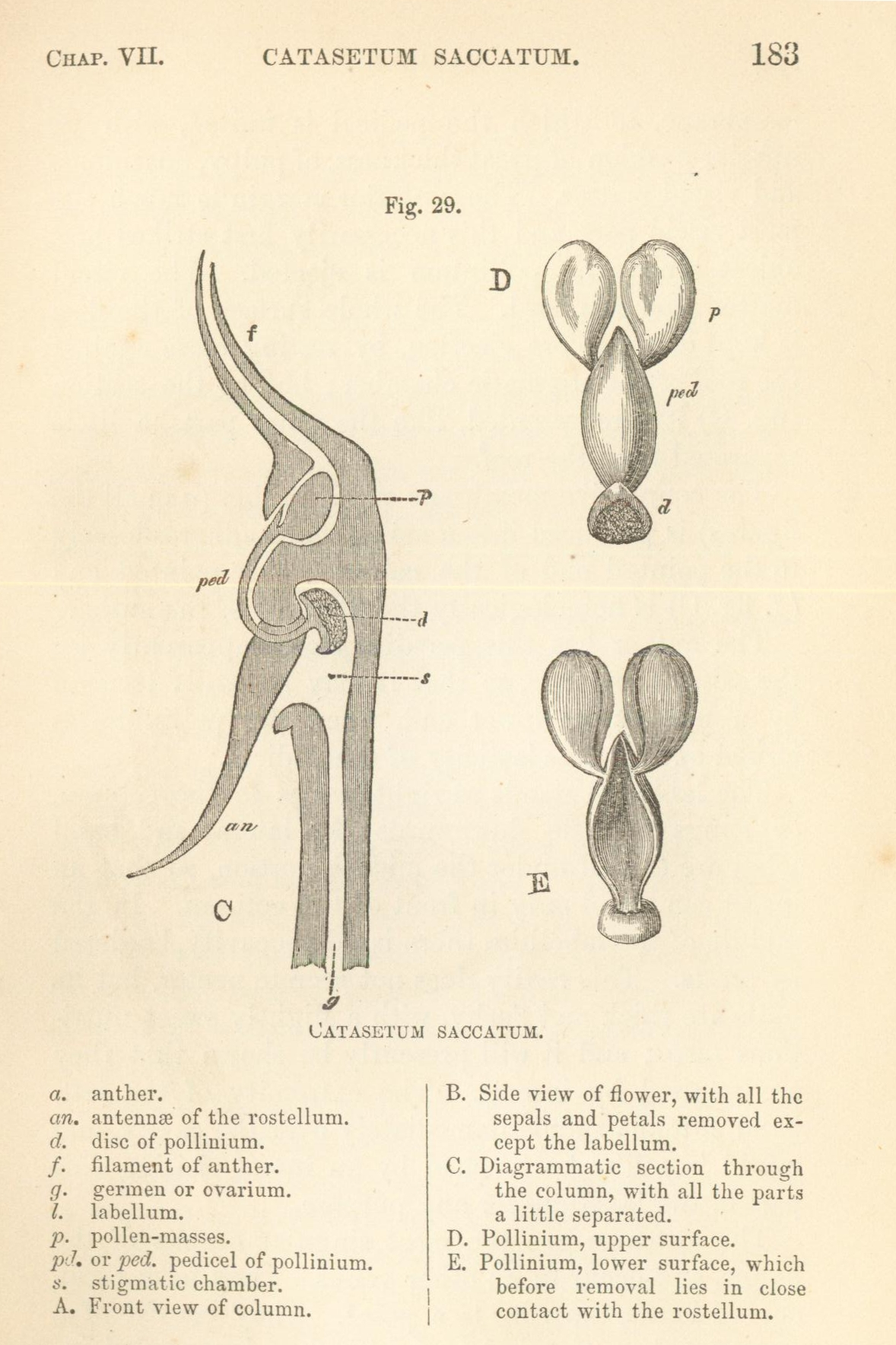
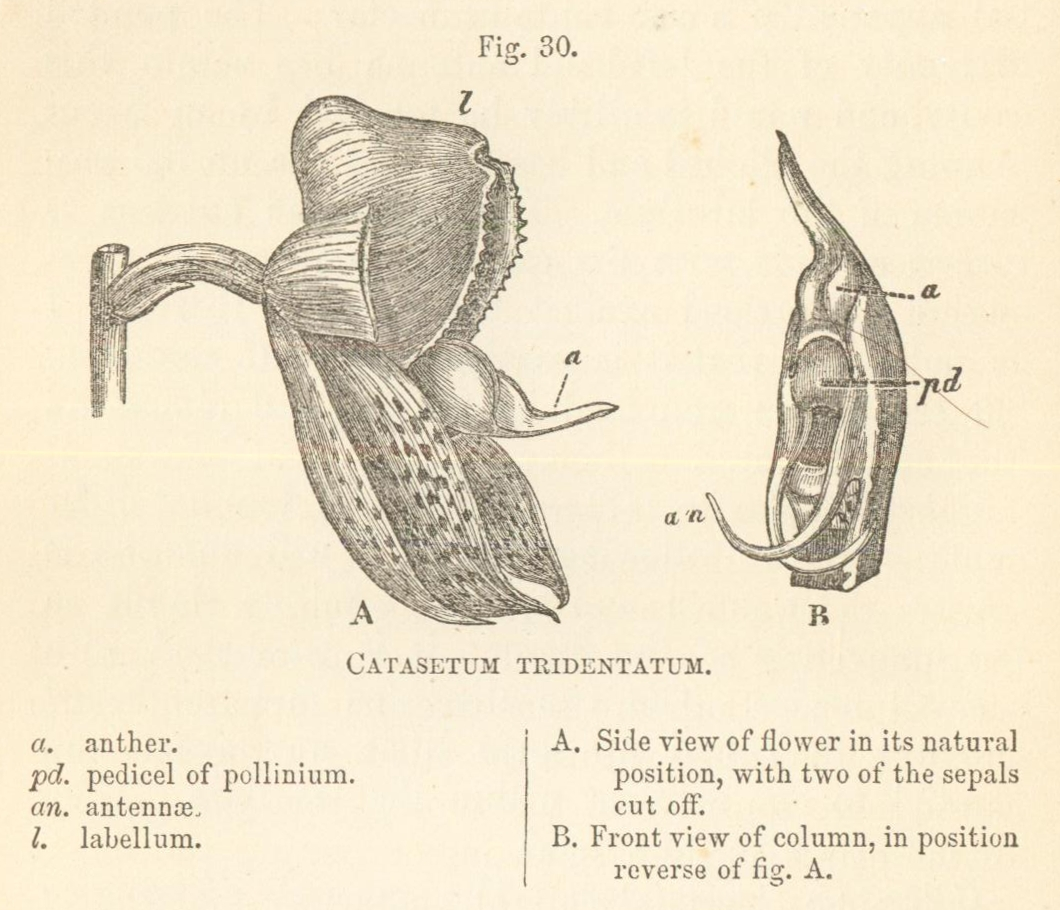
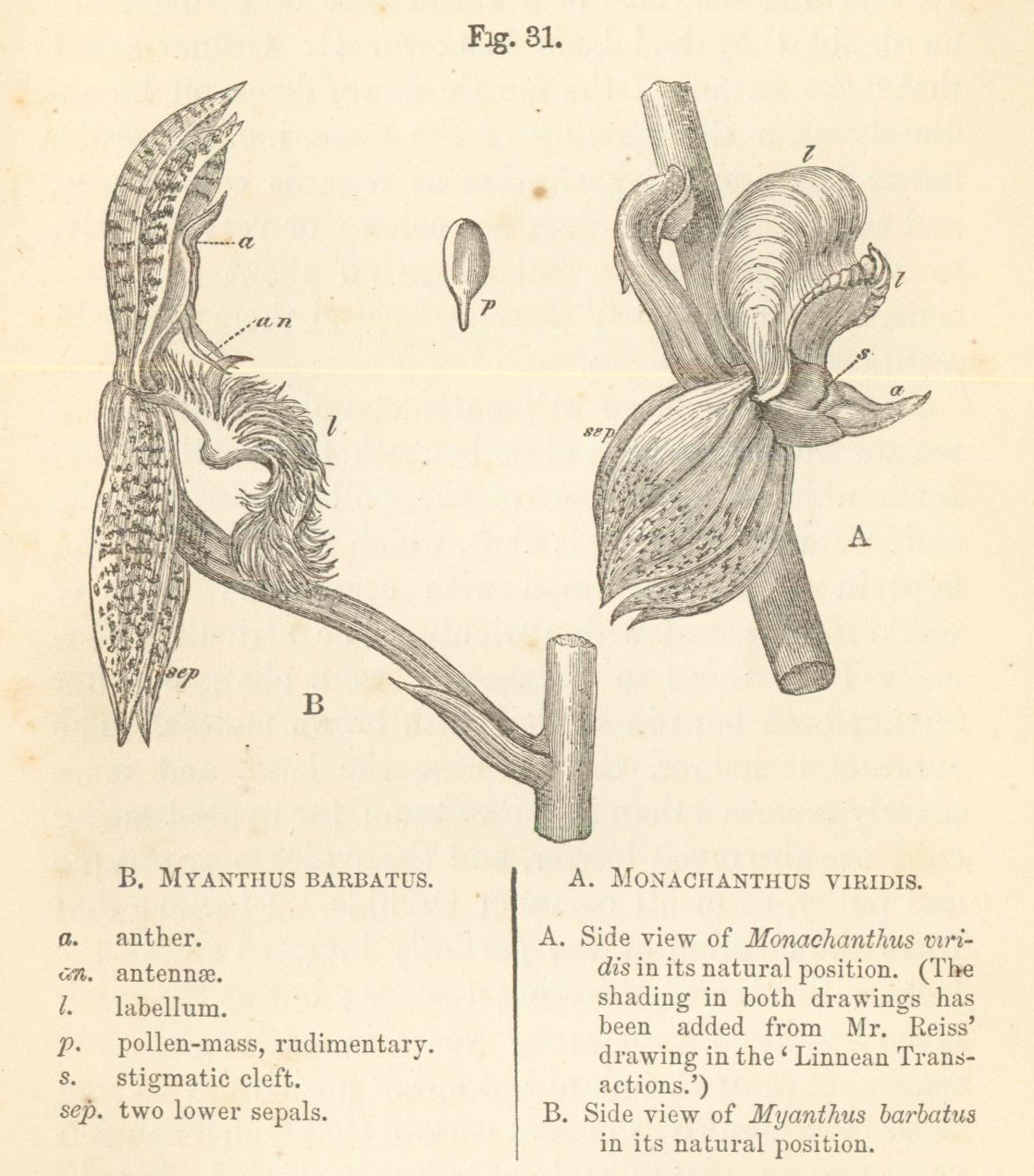
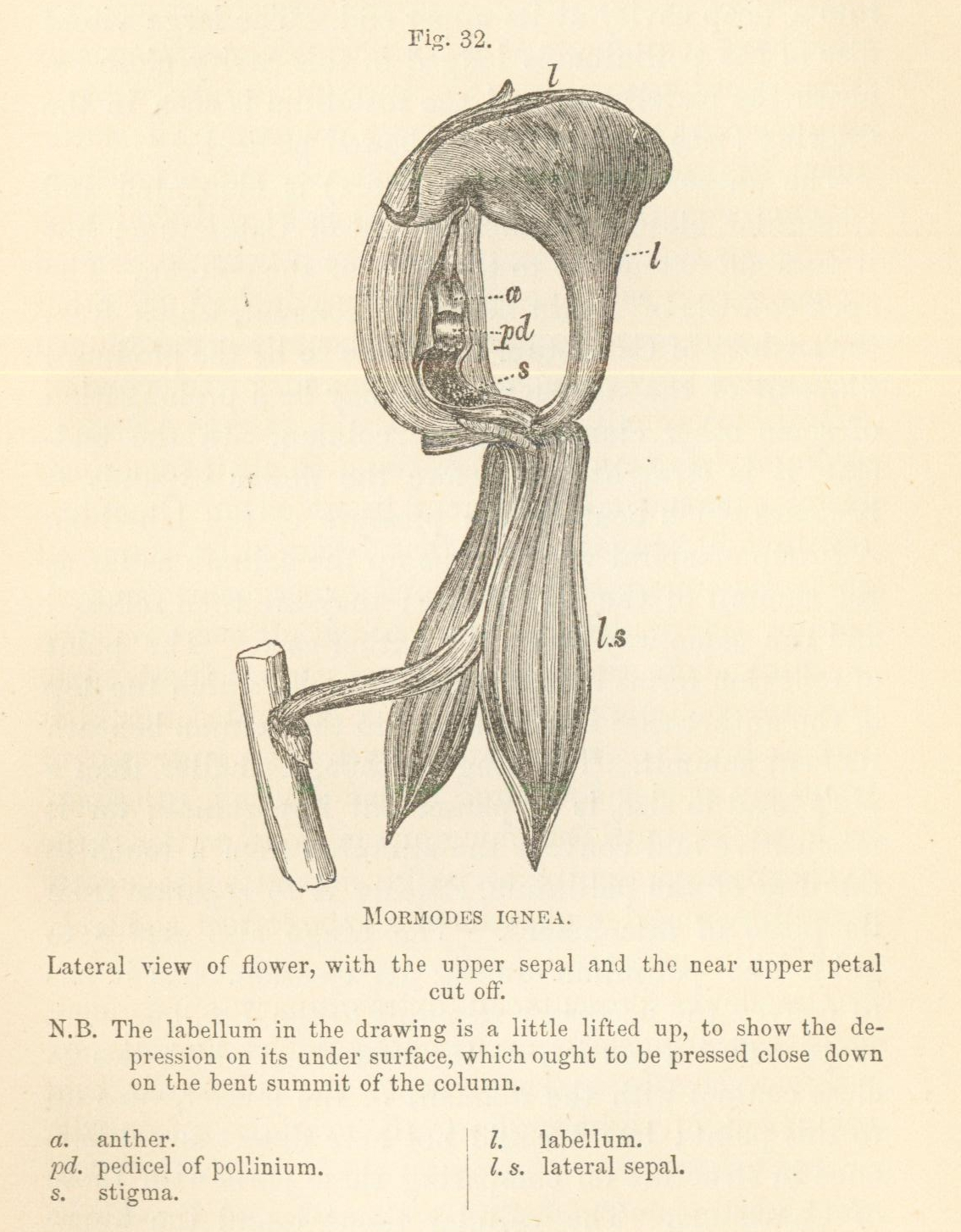
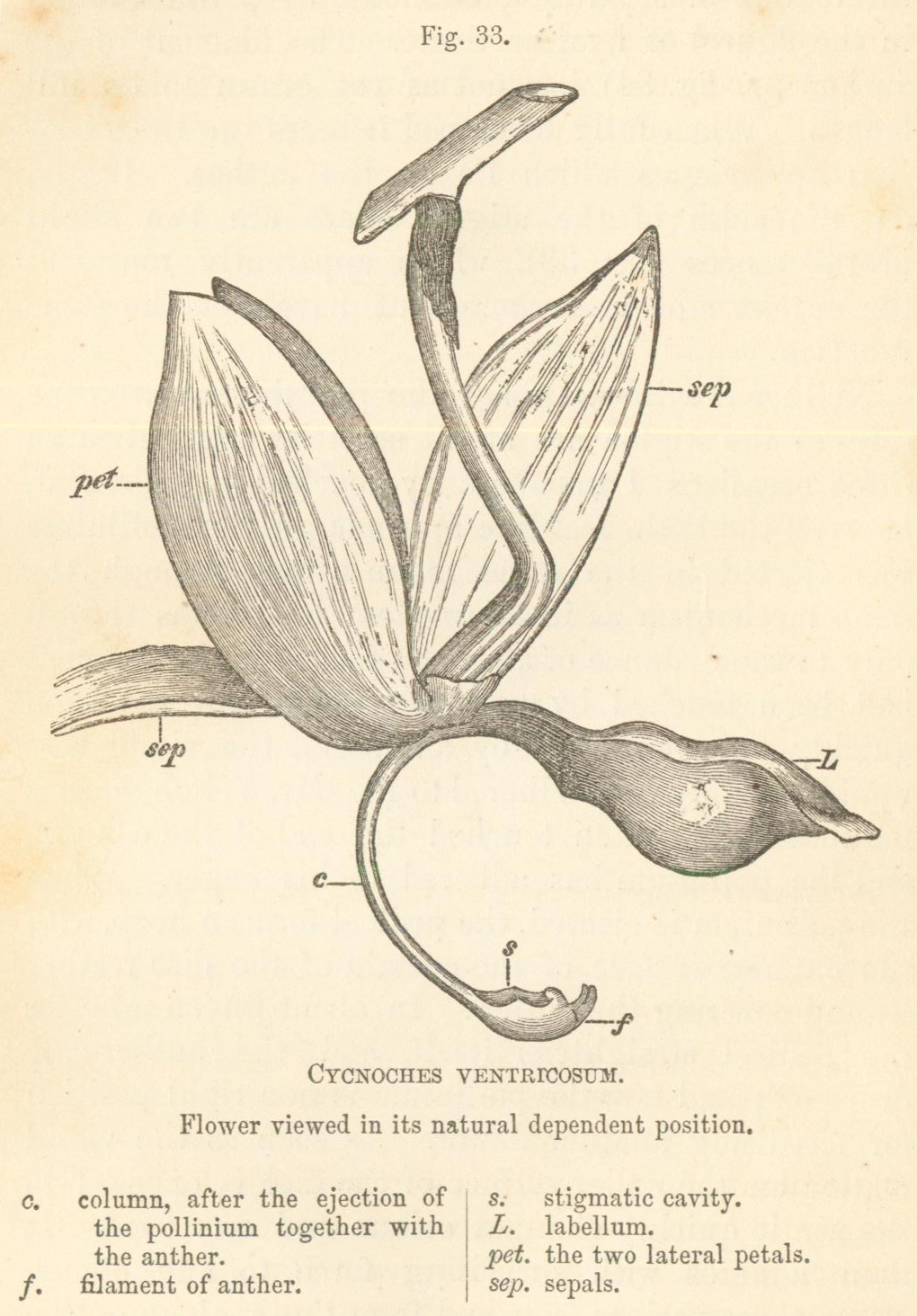
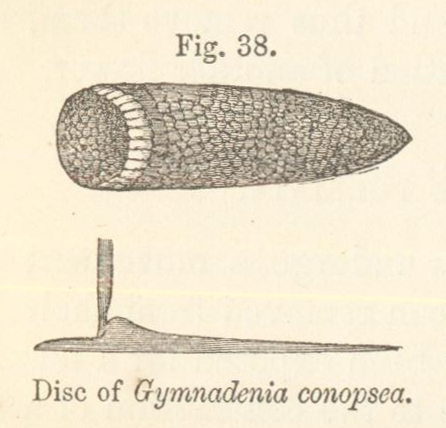

## Impatto e ricezione
Nonostante lo scarso successo editoriale, l'opera suscitò ammirazione tra i botanici e divenne un'importante testimonianza del lavoro di Darwin nel campo dell'evoluzione, anticipando alcune delle idee espresse in L'origine delle specie. Un critico, Asa Gray, osservò che se il libro fosse stato pubblicato prima di L'Origine, Darwin sarebbe stato probabilmente lodato dai teologi naturali piuttosto che criticato. Il libro fu lodato per la sua precisione scientifica, anche se alcuni critici lo ritennero troppo "indiretto" nel lodare la "meraviglia" della natura, come sottolineato in una recensione della Literary Churchman.

## Pubblicazione
Il testo fu tradotto in francese e tedesco durante la vita di Darwin, con l'edizione francese del 1870 che incorporava aggiunte non presenti nella prima edizione inglese. Il libro subì varie edizioni, inclusa una seconda edizione nel 1877, che includeva modifiche al testo e l'inserimento di nuove illustrazioni. La prima edizione era in formato ottavo con copertina di velluto prugna, caratterizzata da un'immagine dorata di orchidea, e includeva 32 pagine di pubblicità inserite. La prima edizione italiana fu pubblicata a Torino nel 1883.

## Edizioni
- (EN) Charles Darwin, On the various contrivances by which British and foreign orchids are fertilised by insects, and on the good effects of intercrossing, London, John Murray, 1862.
- Giovanni Canestrini e Lamberto Moschen (a cura di), I diversi apparecchi col mezzo dei quali le orchidee vengono fecondate dagli insetti, Torino, Unione Tipografico Editrice, 1883.